# Laurin & Klement T
Laurin & Klement T byl automobil vyráběný automobilkou Laurin & Klement od roku 1914 do roku 1919. Šlo o vylepšený Laurin & Klement BS.
Motor byl vodou chlazený řadový čtyřválec s rozvodem SV. Vůz měl výkon 12 kW (16 koní), zdvih 85 mm a vrtání 67 mm. Objem válce byl 1199 cm³. Vůz dosahoval rychlosti 55 – 60 km/h. Obě nápravy byly tuhé.
Vyrobeno bylo 101 kusů typu „T“ a v roce 1921 jeden automobil typu „Ta“.